# Överföringsaxel

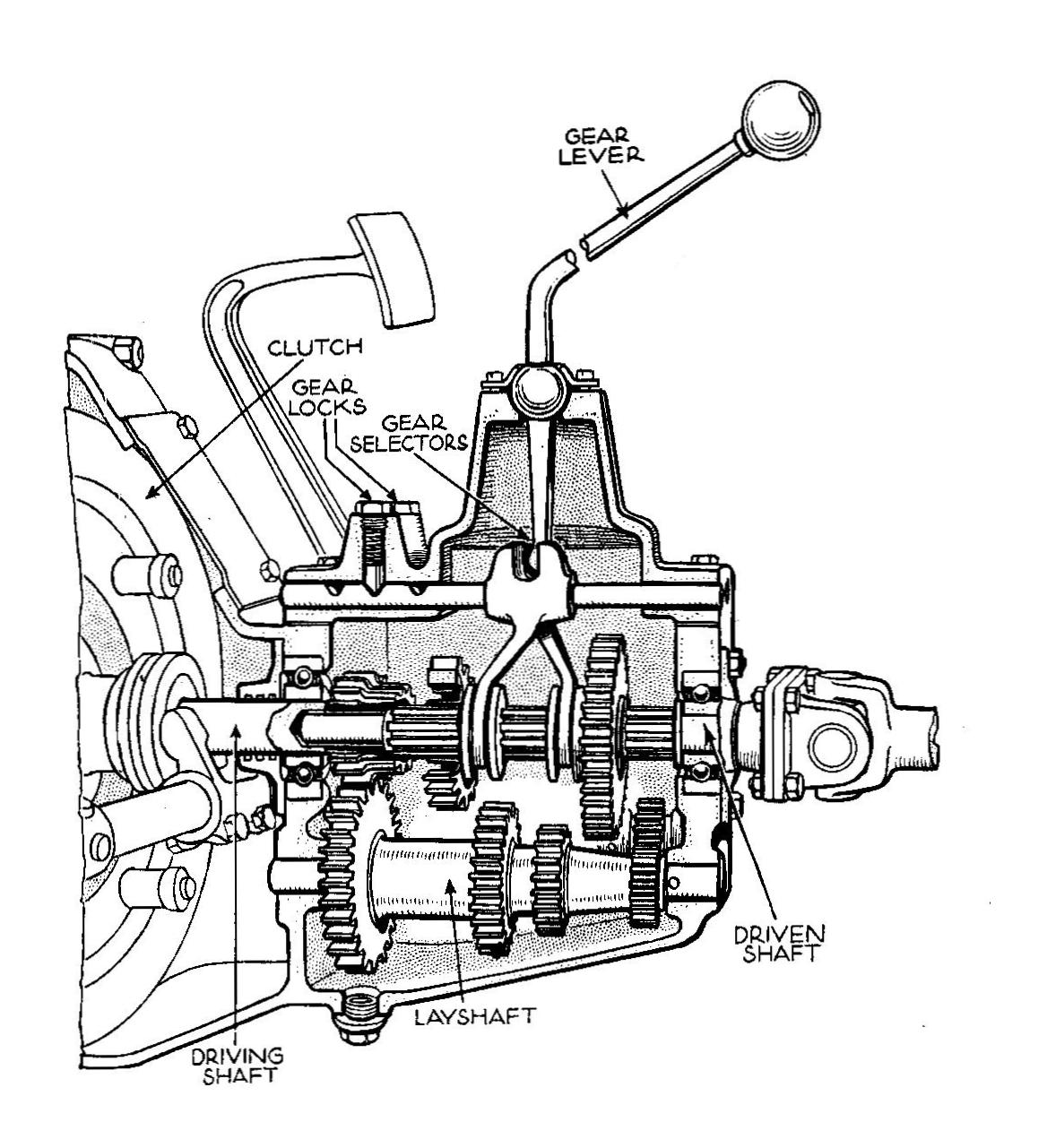
En treväxlad manuell växellåda för en bil från år 1935.

En överföringsaxel är en axel i en växellåda som bär på kugghjul, men inte överför den primära drivkraften in eller ut ur växellådan. Överföringsaxeln var en viktig del i bakhjulsdrivna bilars växellådor men används alltmer sällan i och med att framhjulsdrivna bilar blivit vanligare.
Drivaxeln överför kraft in i växellådan. Den drivna axeln överför kraft ut ur växellådan. I växellådor med överföringsaxel sitter dessa två axlar på motsatta sidor, vilket är lämpligt för bakhjulsdrivna bilar, men kan vara en nackdel för andra typer av bilar.
För växellådor i allmänhet kan kluster av växlar som är monterade på en överföringsaxel rotera fritt på en fast axel eller vara en del av en axel som sedan roterar samtidigt. Det kan finnas flera separata kluster på en delad axel och dessa kan rotera fritt relativt mot varandra.